# Kurt Köhler
Kurt Köhler, pseudoniem van Constant (Stan) Soetewey (Antwerpen, 18 februari 1907 - aldaar, 23 september 1945) was een Vlaams schrijver en dichter. Zijn kleine, experimentele oeuvre is grotendeels maar niet helemaal vergeten en geniet bij sommigen cultstatus.

## Leven en werk
Soetewey werd geboren in een gezin van welstellende middenstanders, wat hem niet belette er antibourgeois denkbeelden op na te houden. Hij sympathiseerde met socialisme en communisme tegen het economisch imperialisme van de gevestigde orde. Tijdens zijn legerdienst zou Soetewey bestraft zijn wegens het oprichten van een communistische cel. Zijn ideaal, een geëmancipeerd Vlaanderen binnen een socialistische Europese Volkenbond, sloot aan bij het activisme, waarvan hij de hoogdagen net niet meemaakte. Met het gevoel van een late reiziger die op het laatste nippertje de laatste trein haalt spiegelde hij zich aan Paul van Ostaijen en Gaston Burssens, die literaire vernieuwing gekoppeld hadden aan links engagement en inzet voor de Vlaamse Beweging.
In 1929 probeerde hij Studio Avontuur van de grond te krijgen, een verzamelplek en uitgeverij voor jonge internationalistische kunstenaars. Na vier jaar moest hij het initiatief opdoeken bij gebrek aan succes. In die periode werd de KPB ook omgevormd naar Russisch model en verloor hij zijn geloof in de communistische heilstaat.
Zijn ideologische ontreddering is terug te vinden in de twee romans die hij in de volgende jaren publiceerde onder de naam Kurt Köhler. In mei 1933 verscheen Baltazar Krull's hart zingt maneschijn, een novelle van zo'n 130 bladzijden waarin de protagonist voor het Belgische establishment gaat spioneren in zijn algehele wanhoop aan een constructief alternatief. Maar het uitbreken van de mijnwerkersstaking in 1932 geeft hem toch weer enig perspectief. Köhlers experimentele roman maakte gebruik van montagetechnieken die getuigen van expressionisme en dadaïsme. Het werk viel voorts op door de vooruitstrevende spelling-Kollewijn en talloze zetfouten.
In Vade Mecum voor de jonge zelfmoordenaar (1934) ging Köhler nog verder in zijn modernisme en nihilisme. Elke hoop op een betere toekomst is nu vervlogen. De communisten verkopen hun programma als kapitalisten en de activistische dichters hebben hun strijdbaarheid verloren. Naar de vorm kenmerkte het boek zich door een gevarieerde typografie.
Opvallend genoeg had Köhler haast onmiddellijk spijt van zijn boeken. In een ideologische ommezwaai bekende hij zich tot het solidarisme van het Verdinaso. Het geloof in een nieuwe Dietsche Orde liet uiteraard geen plaats voor cynisme, zodat Soetewey zijn pseudoniem aflegde. Wanneer Joris van Severen zijn anti-Belgische houding opgaf, verliet Soetewey het Verdinaso voor het Vlaams Nationaal Verbond van Staf de Clercq. Hij ging in 1940 als een van de eersten werken voor De SS-man, het tijdschrift van de Algemeene SS-Vlaanderen. Voor deze collaboratie werd hij na de oorlog vervolgd en veroordeeld. Het vonnis van 3 september 1945 legde hem levenslange dwangarbeid op. Tijdens zijn gevangenschap in de Antwerpse Begijnenstraat beviel zijn vrouw van een zoon Stephan, die hij maar een keer zou zien. Terwijl hij schreef aan een autobiografisch boek met de titel Behandel de dieren met zachtheid. Geschiedenis eener generatie, liep hij een bloedvergiftiging op die niet adequaat werd behandeld en eindigde in een uremie. Een strafonderzoek naar schuldig verzuim en een administratief onderzoek naar medische onachtzaamheid, bevolen door eerste minister Achiel Van Acker, leidden tot klassering zonder gevolg.
Na zijn dood raakte Köhler praktisch vergeten, tot er in 1978 een herdruk van zijn romans kwam onder impuls van de journalist Sus van Elzen. In 2011 verzamelde het Letterenhuis zijn proza in een gecorrigeerde editie.

## Publicaties
- Baltazar Krull's hart zingt maneschijn (1933, ISBN 9062905927)
- Vade Mecum voor de jonge zelfmoordenaar (1934, ISBN 906290582X[1])

## Uitgave
- Kurt Köhler, Verzameld proza, bezorgd en toegelicht door Matthijs de Ridder en Liesbeth Vantorre, 2011, ISBN 9789054879510